# Lissosculpta uruensis
Lissosculpta uruensis är en stekelart som först beskrevs av Heinrich 1934.  Lissosculpta uruensis ingår i släktet Lissosculpta och familjen brokparasitsteklar. Inga underarter finns listade i Catalogue of Life.